# Mo Brooks
Morris Jackson Brooks, detto Mo (Charleston, 29 aprile 1954), è un politico statunitense, membro della Camera dei Rappresentanti per lo stato dell'Alabama dal 2011 al 2023.

## Biografia
Nato nella Carolina del Sud, Brooks si trasferì in Alabama da bambino. Dopo gli studi in legge divenne avvocato e lavorò per il procuratore distrettuale. Entrato in politica con il Partito Repubblicano, nel 1982 venne eletto all'interno della legislatura statale dell'Alabama. Nel 1991 fu nominato procuratore distrettuale della contea di Madison ma non venne confermato dagli elettori e lasciò il posto nel 1993. In seguito venne nominato assistente speciale del procuratore generale Jeff Sessions.
Considerato un repubblicano molto conservatore, nel 1996 venne eletto nella commissione della contea di Madison, dove rimase per quindici anni. Nel 2006 si candidò infruttuosamente alla carica di vicegovernatore. Nel 2010 Brooks si candidò alla Camera dei Rappresentanti e riuscì ad essere eletto sconfiggendo nelle primarie repubblicane il deputato in carica Parker Griffith. Fu poi riconfermato dagli elettori nelle successive tornate elettorali. Nel 2018 espresse posizioni assimilabili alla negazione del riscaldamento globale.
Ha programmato di ritirarsi dalla Camera dei rappresentanti  alla fine del 117º Congresso, per candidarsi a senatore.

## Vita privata
Brooks ha incontrato Martha Jenkins di Toledo, Ohio, alla Duke University. Si sono sposati nel 1976. Martha si  è laureata in contabilità all'Università dell'Alabama. Nel 2004 ha frequentato l'Università dell'Alabama a Huntsville per una laurea in insegnamento. Si è ritirata dall'insegnamento della matematica alla Whitesburg Middle School di Huntsville.  Hanno due figli e due figlie.